# Acrossus rufipes
Espèce
Acrossus rufipes ou Aphodius rufipes est une espèce d'insectes de l'ordre des coléoptères, de la famille des Scarabaeidae, de genre Acrossus.

## Répartition et habitat

### Répartition
On le trouve dans la zone paléarctique (Europe, Caucase, Asie de l'Ouest, Japon, Corée). Il est présent en France par exemple dans le Nord-Pas-de-Calais.

## Systématique
L'espèce Acrossus rufipes été décrite par Carl von Linné en 1758.

## Synonymie
Selon Catalogue of Life (2 août 2014)
- Acrossus juvenilis Mulsant, 1842
- Aphodius boum Gistel, 1857
- Aphodius capicola Harold, 1862
- Aphodius matsuzawai Yawata, 1943
- Aphodius muticus Stephens, 1830
- Aphodius picescens Motschulsky, 1862
- Aphodius rufotestaceus Dallatorre, 1879
- Scarabaeus capitatus Degeer, 1774
- Scarabaeus oblongus Scopoli, 1763